# Droit du pied fourché
En France, sous l'Ancien Régime, le droit du pied fourché est une taxe d'aides sur la viande due au roi.
Ce droit est perçu sur les bovins, les ovins et les porcins, à Paris, à Rouen et dans d'autres villes. Il est prélevé lorsque les bêtes passent les portes de la ville.
- En 1680, il est de 3 livres 4 sols pour un bœuf, 3 livres par porc, 1 livre 12 sols par veau, 7 sous 6 deniers par mouton[2].
- En 1780, c'est respectivement 20 livres, 7 livres 6 sols, 5 livres 1 sou et 36 sols.

Ce droit est affermé par la Ferme générale pour les trois quarts, le reste est versé à l'Hôtel de Ville et aux hôpitaux.
Ce droit est aboli en 1791